# Communauté de communes du Mellois

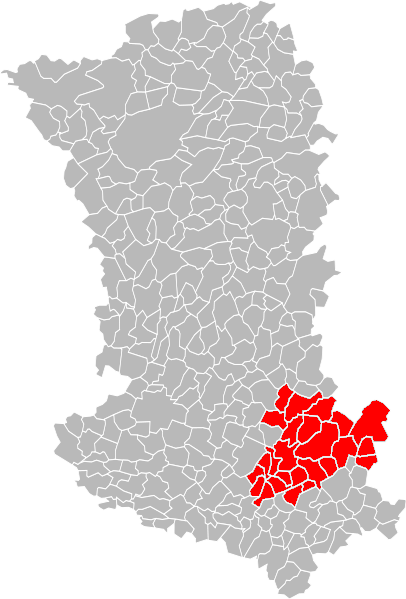
Karte der Communauté de communes du Mellois

Die Communauté de communes du Mellois ist ein ehemaliger französischer Gemeindeverband mit der Rechtsform einer Communauté de communes im Département Deux-Sèvres in der Region Nouvelle-Aquitaine. Sie wurde am 1. Januar 2014 gegründet und umfasste 25 Gemeinden. Der Verwaltungssitz befand sich im Ort Melle.

## Historische Entwicklung
Der Gemeindeverband ist 2014 aus der Zusammenlegung der Vorgängerorganisationen 
- Communauté de communes du Canton de Melle,
- Communauté de communes du Lezayan und
- Communauté de communes de la Haute-Sèvre (teilweise)

entstanden.
Mit Wirkung vom 1. Januar 2017 fusionierte der Gemeindeverband mit
- Communauté de communes du Cœur du Poitou,
- Communauté de communes de Celles-sur-Belle sowie
- Communauté de communes du Val de Boutonne

und bildete so die Nachfolgeorganisation Communauté de communes du Cellois, Cœur du Poitou, Mellois et du Val de Boutonne.

## Ehemalige Mitgliedsgemeinden
1. Chail
2. Chenay
3. Chey
4. La Couarde
5. Exoudun
6. Lezay
7. Maisonnay
8. Mazières-sur-Béronne
9. Melle
10. Messé
11. La Mothe-Saint-Héray
12. Paizay-le-Tort
13. Pouffonds
14. Rom
15. Saint-Coutant
16. Saint-Génard
17. Saint-Léger-de-la-Martinière
18. Saint-Martin-lès-Melle
19. Saint-Romans-lès-Melle
20. Sainte-Soline
21. Saint-Vincent-la-Châtre
22. Sepvret
23. Sompt
24. Vançais
25. Vanzay